# Fietsroute 80-jarige oorlog

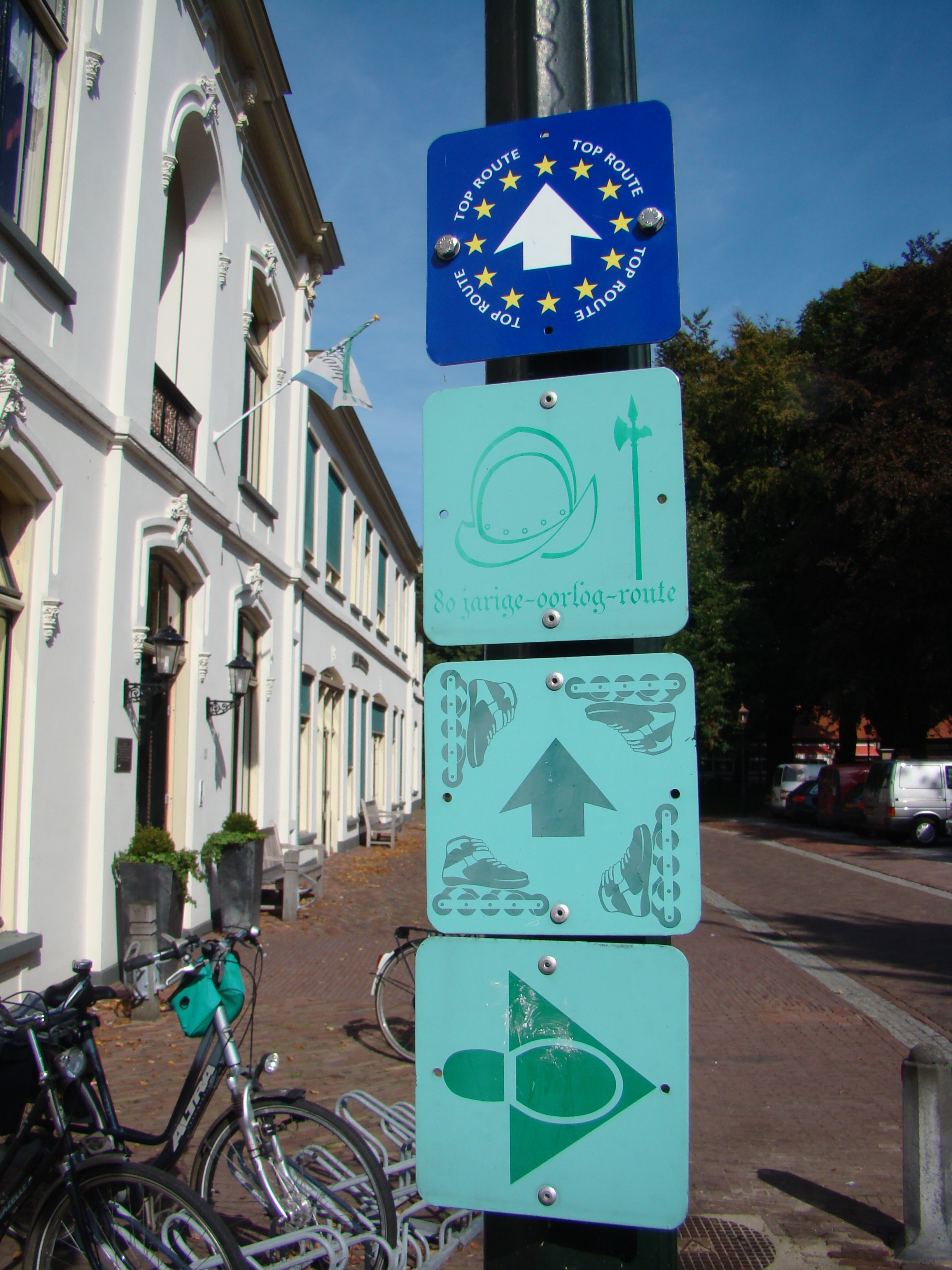
Fietsroutes in Bredevoort

De 80-jarige-oorlog-route is een 41 kilometer lange bewegwijzerde fietsroute door het oosten van de Achterhoek in Nederland. De route verbindt meerdere toeristische attracties met cultuurhistorische waarde voor de regio. De route ligt tussen Bredevoort en Groenlo langs historische wegen en locaties die een rol speelden in de Tachtigjarige Oorlog.
Centraal in de route zijn het beleg van Groenlo en het beleg van Bredevoort ten tijde van de Tachtigjarige Oorlog. De route kan vanaf een Toeristisch Overstappunt (TOP) op vier verschillende locaties worden begonnen. Deze TOP's bevinden zich in Marveld bij Groenlo, Erve Kots bij Lievelde, Beneman in Vragender, en de Slingeplas bij Bredevoort. 

## Verloop van de route
Vanaf Marveld gaat de route door Groenlo naar Erve Kots en de Engelse Schans-onderdelen van de Circumvallatielinie (Groenlo). Vandaar naar Vragender door Bredevoort. Vanaf Bredevoort via het natuurgebied Korenburgerveen weer naar Groenlo en is de fietsroute afgerond.